# Крайсгауптманшафт Злочов
Крайсгауптманшафт Злочов, Золочівська округа, Золочівське окружне староство (нім. Kreishauptmannschaft Zloczów) — адміністративно-територіальна одиниця дистрикту Галичина Генеральної губернії з центром у Золочеві. Існувала під час нацистської окупації України в 1941—1944 роках.

## Історія
1 серпня 1941 року довоєнні повіти Бродівський, Золочівський і Перемишлянський увійшли до складу дистрикту Галичина. Ймовірно, 11 серпня 1941 року з цих районів німецька цивільна адміністрація утворила окружне староство і об'єднання гмін Злочов (нім. Kreishauptmannschaft und Gemeindeverband Zloczów) або ж «Золочівське окружне староство». Ця одиниця набула остаточного оформлення після реорганізації окружних староств дистрикту 15 вересня 1941. Керував окружним староством окружний староста — крайсгауптман. Цю посаду з 15 вересня 1941 займав асесор Ганс Манн, а з 1 серпня 1943 — д-р Отто Вендт. 1 липня 1943 створено Бродівський і Перемишлянський повітові комісаріати (нім. Landkommissariate Brody, Przemyslany).
Такі посади як керівник відділу господарства чи відділу пропаганди, а також усі інші важливі пости на рівні округи, особливо в судах і поліції, обіймали німці. Другорядні посади займали фольксдойчі та українці — фахівці у своїй галузі. Українці також мали право бути війтом або бургомістром.
У Золочеві в 1941—1942 роках виходив тижневик для Золочівської округи «Золочівське слово», а у Львові на базі газети «Рідна земля» у 1942—1944 роках видавався український популярний тижневик для Тернопільщини і Золочівщини «Тернопільський голос».
Станом на 1 січня 1944 Золочівське окружне староство складалося з 26 адміністративно-територіальних одиниць — трьох міст (Броди, Золочів і Перемишляни) та 23 волостей: Білий Камінь, Добряничі, Дунаїв, Глиняни, Гологори, Задвір'я, Золочів, Конюшків, Красне, Куровичі, Лешнів, Ожидів, Олесько, Пеняки, Перемишляни, Підкамінь, Пониковиця, Ремезівці, Сасів, Суховоля, Фільварки, Янчин, Ясенів.
17 липня 1944 року адміністративним центром округи оволоділи радянські війська.